# Urho Kiukas

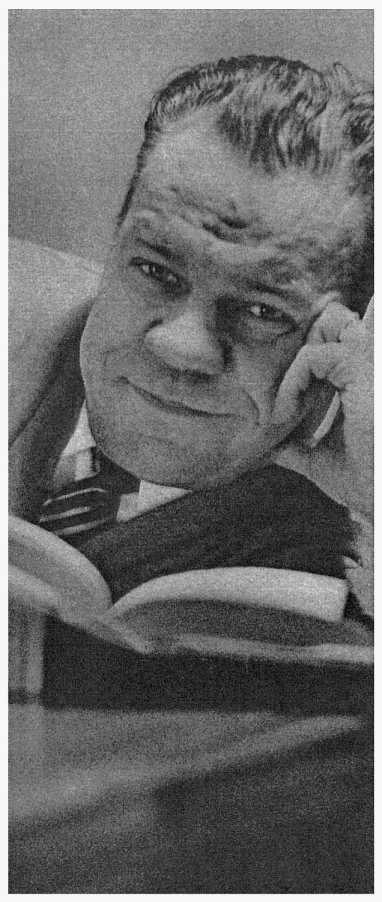
Urho Kiukas.

Urho Johan Kiukas, född 19 november 1902 i Kymmene, död 19 november 1995, var en finländsk ämbetsman.
Kiukas, som var son till linbaneskötaren Johan Kiukas och Maria Lovisa Remonen, blev student 1924, avlade högre rättsexamen 1930 och blev vicehäradshövding 1934. Han var advokat i Helsingfors 1927–1931, i S:t Michel 1931–1934, e.o. föredragande vid länsstyrelsen i S:t Michel 1935, länsman i Heinävesi 1935–1944, yngre länssekreterare i Viborg 1944–1945, yngre regeringssekreterare vid inrikesministeriet 1945–1947, regeringsråd och rikspolischef 1947–1957, inrikesminister (opolitisk) 1957–1958 och landshövding i S:t Michels län 1957–1970. 
Kiukas var tillförordnad polismästare i Helsingfors 1946. Han var bland annat ordförande i lotterikommissionen 1948–1957, i Penningautomatföreningen 1953–1970, i idrottsnämnden och ungdomsarbetsnämnden i S:t Michels län 1957–1969, i Finlands Röda Kors S:t Micheldistrikt 1958–1970, i S:t Michels läns industrialiseringsförbund 1959–1963, i Savolax industrikommitté 1959–1963, i trafikkommittén 1960–1969 och vicepresident i internationella kriminalpoliskommissionen 1950–1952. Han var verkställande direktör i Mikkelin Matkatoimisto Oy 1962–1965.